# Divadlo Svatoboj

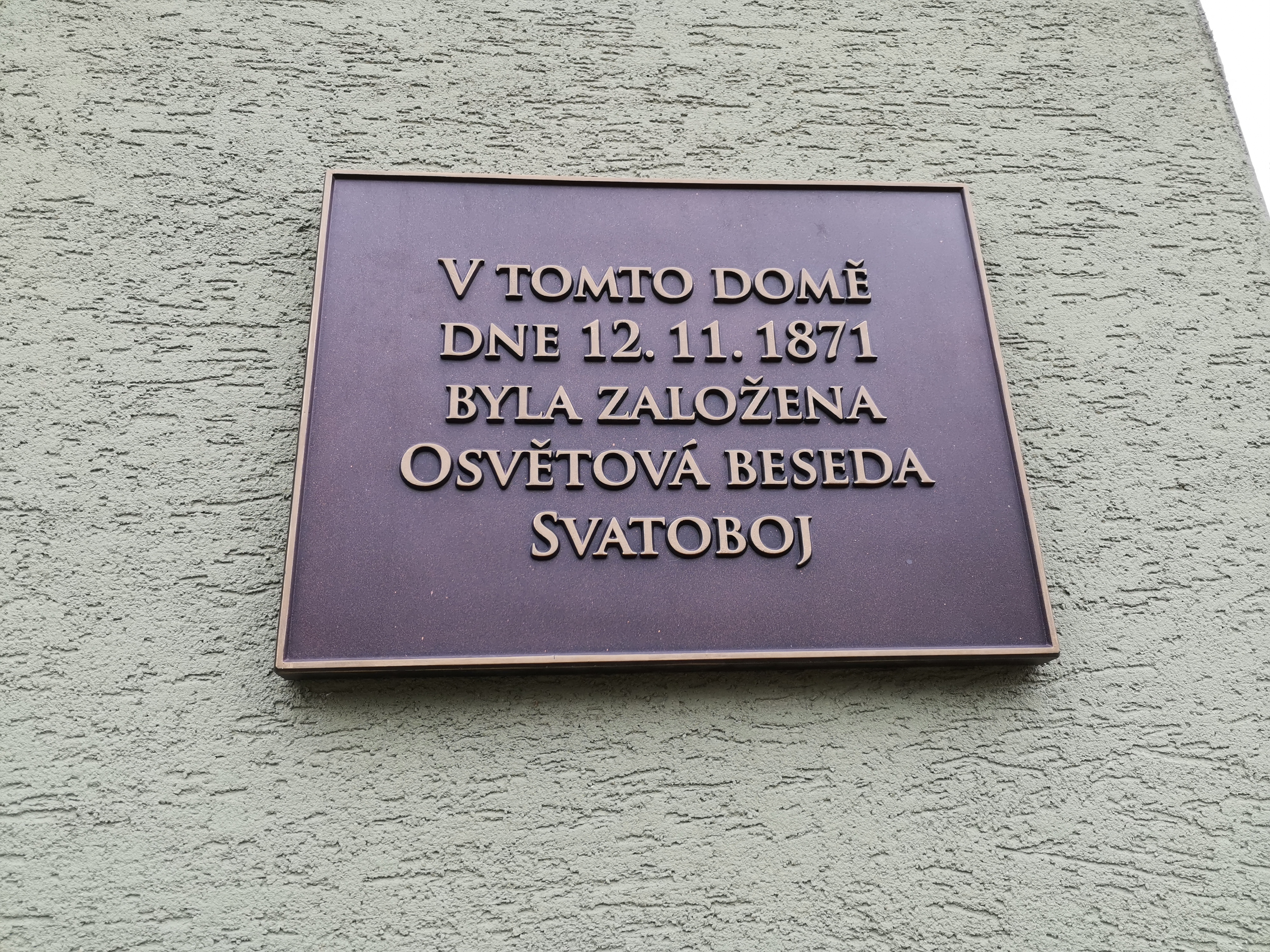
Pamětní deska na budově Brno, Cacovická 12

Divadlo Svatoboj bylo brněnské ochotnické divadlo, které bylo založeno v roce 1871. Divadlo sídlilo v Brně-Husovicích na Cacovické ulici.

## Historie
V roce 1871 byla v Husovicích založena Občanská beseda Svatoboj, která se řídila heslem "Vzdělání je naše spasení". Na valné hromadě roku 1878 pod vlivem Pankráce Krkošky, budoucího redaktora novin Rovnost, bylo rozhodnuto, že se stane spolkem národním a pokrokovým. V rámci pěveckého a zábavního odboru Občanská beseda postupně připravovala i divadelní představení. Divadelní odbor s vlastním jevištěm vznikl roku 1883. Od roku 1884 byl prvním ředitelem Divadelního družstva Svatoboj Reinhold Keprt. V roce 1904 hostoval Svatoboj i na prknech brněnského Národního divadla Na Veveří. V době první světové války byla činnost divadla ochromena. V roce 1920 družstvo zakoupilo na Cacovické ulici vlastní budovu, kterou upravilo na divadlo s restaurací. Ochotníci hráli pravidelně několikrát týdně. Roku 1938 čítal soubor 140 členů, roku 1943 dokonce 285 členů.
Po roce 1945 se ustálil název Divadlo Svatoboj, které přešlo roku 1952 pod Závodní klub ROH Zbrojovky Brno. Roku 1961 vzniklo i dětské divadlo souboru. Od konce druhé světové války se soubor zúčastňoval mnoha oblastních, krajských i celostátních přehlídek amatérského divadla, např. v Hronově, Adamově, Blansku, Poděbradech, Svitavách, Kutné Hoře či v Třebíči. S divadlem spolupracovali v 70. a 80. letech režiséři Stanislav Fišer, Rudolf Kulhánek ze Státního divadla v Brně a Pavel Rimský z Divadla bratří Mrštíků. Koncem 80. let probíhala modernizace jeviště a soubor vystupoval v sále Horizont na sídlišti Lesná. Roku 1990 se Divadlo Svatoboj registrovalo jako spolek, který však v restituci nedostal od Zbrojovky budovu divadla, která pak byla prodána. Díky pomoci Městského divadla Brno a Loutkového divadla Radost soubor působil do roku 1995. Pak jeho činnost ustala. Čestným členem divadla se v roce 1887 stal Svatopluk Čech a v roce 1921 Alois Jirásek.
Objekt Divadla Svatoboj je od 7. března 1994 památkově chráněn.

## Repertoár
Prvním představením Divadelního družstva Svatoboj v roce 1884 byla hra Mlynář a jeho dítě Ernsta Raupacha. Koncem 19. století soubor inscenoval náročné hry domácích i světových autorů, a tak se dostal mezi nejvýznamnější ochotnická divadla. V roce 1925 uvedl operu Viléma Blodka V studni. V období nacistické okupace svým repertoárem podporoval českou menšinu Brna díly jako jsou R.U.R. od Karla Čapka, Psohlavci od Aloise Jiráska, Noc na Karlštejně od Jaroslava Vrchlického, Naši furianti od Stroupežnického, Slovácká princezka a Tulák od Rudolfa Piskáčka či Strakonického dudáka od Josefa Kajetána Tyla. V roce 1969 soubor předvedl krajanům ve Vídni operetu Tulák Rudolfa Piskáčka a roku 1972 Lucernu Aloise Jiráska. V rámci smlouvy o spolupráci se zpěvohrou Státního divadla v Brně koncem 70. let vzniklo nastudování muzikálu Snílci. Na přehlídce amatérských divadel ke 100. výročí stálého českého divadla v Brně uvedl Svatoboj aktovku Ladislava Smočka Podivné odpoledne Dr. Zvonka Burkeho.